# Angelo Spanio (politico)
Angelo Spanio (Venezia, 11 maggio 1892 – Venezia, 25 agosto 1976) è stato un politico e medico italiano.

## Biografia
Svolse le professioni di medico primario medico dell'Ospedale Civile di Venezia dal 1943 e docente di Clinica medica e Patologia medica.
Fu eletto sindaco di Venezia nel 1951 e rimase in carica fino al 1955 alla guida di una giunta democristiana. Esercitò le funzioni di presidente della Biennale di Venezia e presidente della Fondazione Cini dal 10 febbraio 1953 fino al 1976, anno della sua morte.
| Controllo di autorità | VIAF (EN) 170438004 · ISNI (EN) 0000 0001 1923 039X · SBN DDSV241942 · BNF (FR) cb10982215f (data) |